# Justersåg

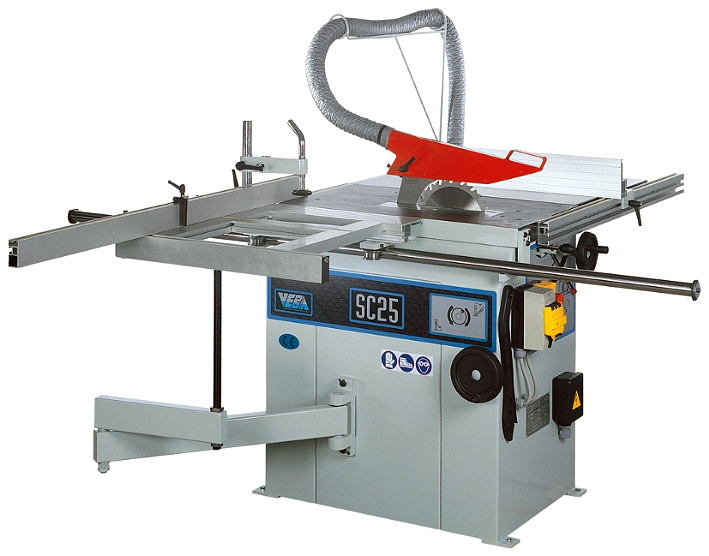
Justersåg

Justersåg är en typ av stationär cirkelsåg som är utvecklad för att justera snickeridetaljer, till exempel träskivor, lister med mera i ett snickeri. Justersågen består av ett fast stativ med en fintandad sågklinga som är ställbar i höjdled samt går att vinkla ned till 45°. Anordningen för att justera arbetsstycken består av ett rörligt sågbord som är försett med kullager, bordet förs parallellt med sågklingan. Sågbordet är försett med ett anhåll som även går att vinkla parallellt mot sågklingan.
Beroende av vilken typ av sågklinga som justersågen är utrustad med kan man även såga andra material såsom aluminium eller olika skivor av plastlaminat.